# B.A. Walker
Bobby Anthony Walker, detto B.A. (Onancock, 5 dicembre 1984), è un ex cestista statunitense.